# Tiago Guedes (réalisateur)
Ne doit pas être confondu avec Tiago Guedes (scénographe).
Pour les articles homonymes, voir Tiago Guedes et Guedes.
Tiago Guedes est un réalisateur et scénariste portugais, né le 20 juin 1971 à Porto (Région Nord).

## Biographie

### Jeunesse et formation
Tiago Rocha Guedes de Carvalho naît le 20 juin 1971 à Porto, dans la région Nord. Son père est Rodrigo Jorge Ferreira Guedes de Carvalho et sa mère, Laura Maria Rocha. Il a un grand frère, Rodrigo Guedes de Carvalho (pt), qui est journaliste et romancier. Il est petit-neveu de l'acteur et metteur en scène João Guedes (pt) et cousin-neveu de l'actrice Paula Guedes (pt).
Il s'inscrit à l'université Fernando-Pessoa (Porto) pour suivre les études dans la publicité, d'où il sort diplômé. En 1997, il suit une formation cinématographique à la New York Film Academy pendant deux ans,, puis, en 1999, à l'école de Raindance, à Londres.

### Carrière
En 2000, après avoir avec réalisé quelques courts métrages depuis 1998, Tiago Guedes tourne, avec Frederico Serra, pour la production Sociedade Independente de Comunicação (SIC), son premier téléfilm Alta Fidelidade, écrit par son frère Rodrigo Guedes de Carvalho — qui est journaliste de SIC, puis Cavaleiros de Água Doce (2001) et O Meu Sósia e Eu (2003).
En 2003, avec Frederico Serra, il tourne son premier long métrage d'horreur Coisa Ruim et le présente au festival Fantasporto en 2006.
En 2010, avec Frederico Serra, il se concentre sur la mini-série Noite Sangrenta, racontant les événements tragiques de la nuit du 19 octobre 1921 où plusieurs responsables politiques de premier plan de sympathies modérément de droite, dont le premier ministre portugais António Granjo (1881-1921), sont enlevés et tués.
En 2019, il achève son film dramatique Le Domaine (A Herdade), une idée du producteur Paulo Branco, qui est sélectionné pour le Lion d'or à la 76e Mostra de Venise. Il y perd, mais reçoit le prix Bisato d'Oro de la critique indépendante pour la meilleure réalisation. Il est également le candidat du Portugal pour la catégorie du « meilleur film international » à la cérémonie des Oscars en 2020. Il en fait une version longue sous forme de mini-série de 4 épisodes, diffusés à partir du 30 avril 2020 sur la chaîne RTP1,.
En novembre 2020, il est en pleine préparation, en tant que scénariste — avec Tiago Rodrigues — et réalisateur, de son film Traces (Restos do vento, 2022), produit par Leopardo Filmes et Alfama Films,,. Le 14 avril 2022, son film est sélectionné dans la section des « Séances spéciales », hors compétition, au 75e festival de Cannes,, et c'est une première depuis 16 ans pour le Portugal parce qu'aucun film portugais n'y avait plus présenté — le dernier étant En avant, jeunesse ! (Juventude em Marcha, 2006) de Pedro Costa. Le film y est bien accueilli par les critiques,.
En septembre 2022, on apprend qu'il prépare un film intitulé Diálogos Depois do Fim, adaptation de l'œuvre italien Dialogues avec Leuco (it) (Dialoghi con Leucò, 1947) de Cesare Pavese.

### Vie privée
Tiago Guedes est marié à l'actrice Isabel Abreu (pt), avec qui il a deux enfants : un garçon, Tiago Abreu Guedes de Carvalho, et une fille, Maria Pereira Guedes de Carvalho.

## Filmographie

### Réalisateur

#### Longs métrages
- 2001 : Cão de Morte (vidéo)
- 2003 : Coisa Ruim (co-réalisé avec Frederico Serra)
- 2008 : Entre os Dedos (co-réalisé avec Frederico Serra)
- 2019 : Tristeza e Alegria na Vida das Girafas
- 2019 : Le Domaine (A Herdade)
- 2022 : Traces (Restos do vento)
- 2023 :  Diálogos Depois do Fim[21]

#### Courts métrages
- 1998 : Fruits and Songs
- 1998 : The Gift
- 1999 : O Ralo (co-réalisé avec Frederico Serra)
- 1999 : 11:00 AM (co-réalisé avec Frederico Serra)
- 2001 : Acordar (co-réalisé avec Frederico Serra)
- 2007 : Homenzinho (co-réalisé avec Rita Barbosa et Jorge Coelho)
- 2014 : Coro dos Amantes

#### Téléfilms
- 2000 : Alta Fidelidade (co-réalisé avec Frederico Serra)
- 2001 : Cavaleiros de Água Doce
- 2003 : O Meu Sósia e Eu

#### Séries télévisées
- 2010 : Noite Sangrenta (mini-série, 2 épisodes, co-réalisée avec Frederico Serra)[22]
- 2013 : Odisseia (8 épisodes)
- 2016 : Os Boys (13 épisodes, co-réalisée avec Stjepan Klein)
- 2020 : Le Domaine (A Herdade) (mini-série, 4 épisodes)
- 2021 : Glória (10 épisodes)
- 2023 : Pêche interdite (Rabo de peixe) (7 épisodes)

Prochainement
- 2024 : Diálogos depois do fim : a série

### Scénariste

#### Longs métrages
- 2019 : Tristeza e Alegria na Vida das Girafas
- 2019 : Le Domaine (A Herdade) (co-écrit avec Rui Cardoso Martins)
- 2022 : Traces (Restos do vento) (co-écrit avec Tiago Rodrigues)
- 2023 :  Diálogos Depois do Fim[21]

#### Courts métrages
- 1998 : Fruits and Songs
- 1999 : O Ralo (co-écrit avec Frederico Serra)
- 1999 : 11:00 AM (co-écrit avec Frederico Serra)
- 2001 : Acordar
- 2014 : Coro dos Amantes (co-écrit avec Tiago Rodrigues)

#### Téléfilms
- 2000 : Alta Fidelidade (co-écrit avec Rodrigo Guedes de Carvalho)

#### Séries télévisées
- 2020 : Le Domaine (A Herdade) (mini-série, 4 épisodes ; co-écrit avec Rui Cardoso Martins)

Prochainement
- 2024 : Diálogos depois do fim : a série